# Immeuble au 6, quai Kléber à Strasbourg
L'immeuble au 6, quai Kléber est un monument historique situé à Strasbourg, dans le département français du Bas-Rhin.

## Localisation
Ce bâtiment est situé au no 6 quai Kléber à Strasbourg à l'angle avec la rue de Sébastopol et en face du pont de Paris.

## Historique
L'édifice fait l'objet d'une inscription au titre des monuments historiques depuis 1990.